# Les Sables-d’Olonne
Les Sables-d’Olonne ist eine französische Hafen-, Fischer- und Badestadt mit 48.740 Einwohnern (Stand: 1. Januar 2022) im Département Vendée in der Region Pays de la Loire am Atlantik. 
Der Name bedeutet so viel wie "Die Sände von Olonne", wobei Olonne den umliegenden Landstrich bezeichnet und sich auch in anderen Namen der Gegend wiederfindet.
Im Sommer wächst die Bevölkerungszahl durch Urlauber um ein Vielfaches an. Besonders französische und englische Touristen, aber auch einige Deutsche und Niederländer kommen in Frankreichs zweitgrößten Badeort.

## Geschichte
Bis ins 10. Jahrhundert suchten die Normannen die Küste heim. Mit der Heirat von Eleonore von Aquitanien und Heinrich II. kam die Region für mehr als fünfzig Jahre unter englische Herrschaft. Anschließend erlebte die Region einen wirtschaftlichen Aufschwung.
Seit 1866 ist die Stadt mit der Bahnstrecke Les Sables-d’Olonne–Tours an das französische Eisenbahnnetz angeschlossen.
Im Zweiten Weltkrieg war die Stadt von Juni 1940 bis August 1944 deutsch besetzt.
Les Sables d’Olonne ist Start- und Zielort des härtesten Segelrennens der Welt, des Vendée Globe, das seit 1989 alle vier Jahre stattfindet.

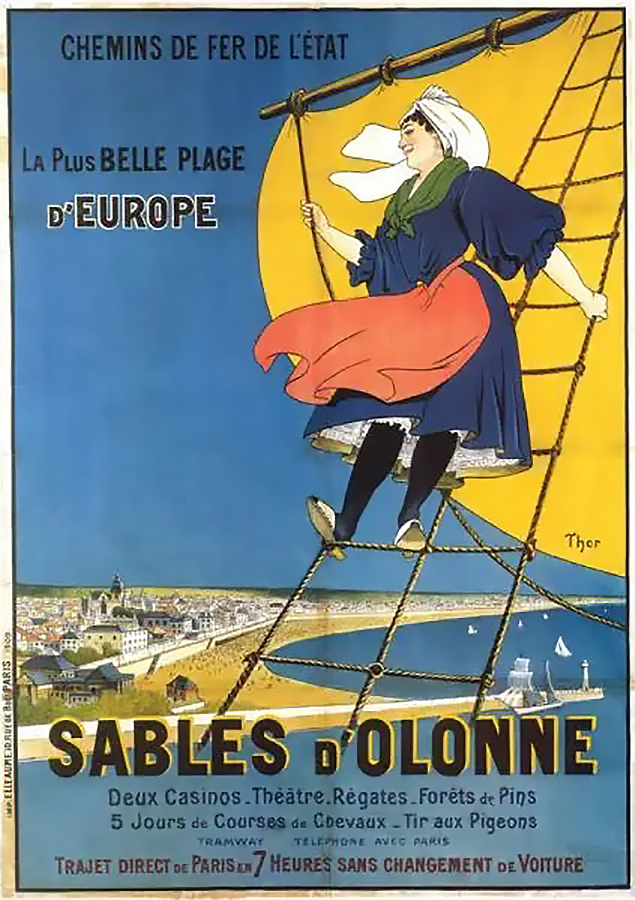
Werbeplakat für die Stadt (um 1900)

Zum 1. Januar 2019 wurden die Nachbargemeinden Olonne-sur-Mer im Norden und Château-d’Olonne im Osten mit der in der Mitte liegenden ursprünglichen Gemeinde Les Sables-d’Olonne zusammengefasst und bilden das neue Les Sables-d’Olonne. Die Bevölkerungszahl hatte sich dadurch mehr als verdreifacht. Die fusionierten Gemeinden hatten zunächst den Status einer Commune déléguée, dieser wurde jedoch mit Beschluss des Gemeinderates vom 4. Februar 2019 wieder zurückgenommen.

## Geografie

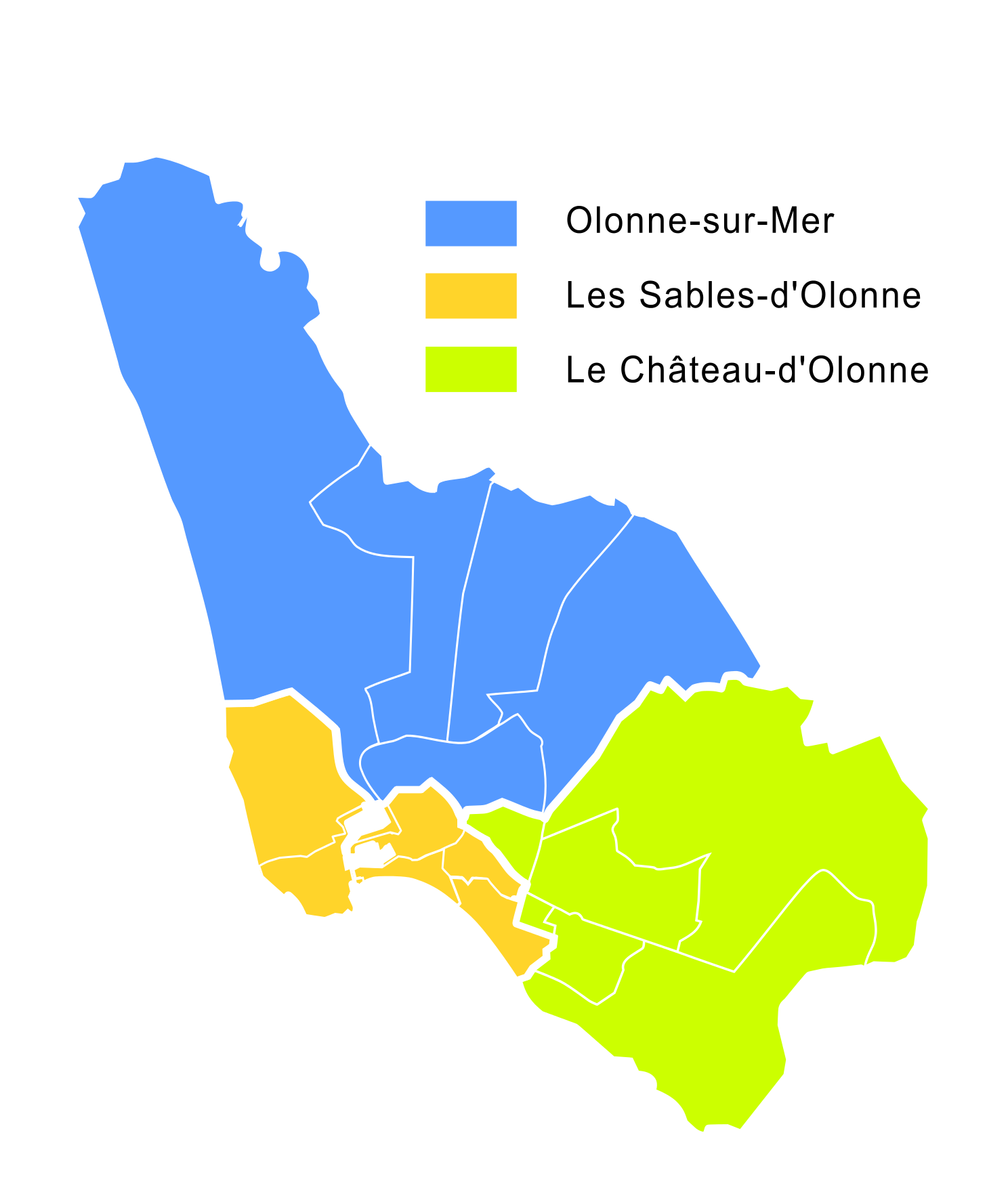
Karte von Les Sables-d’Olonne mit den drei Ursprungsgemeinden

Die Stadt grenzt im Westen und Süden an den Atlantik, genauer an den Golf von Biskaya. Die Küste wird Côte de Lumière - „Küste des Lichts“ - genannt. 
Die Nachbargemeinden sind (von Norden über Osten nach Süden): Bretignolles-sur-Mer, Brem-sur-Mer, L'Île-d'Olonne, Saint-Mathurin, Sainte-Foy und Talmont-Saint-Hilaire.
In der Nähe liegen die bekannten Städte La Rochelle im Süden und La Roche-sur-Yon, die Hauptstadt der Vendée, im Norden.
Im Norden, entlang der Küste, erstreckt sich Wald, der "foret domaniale d'Olonne", östlich davon schließt sich eine Sumpflandschaft an, der "Marais d'Olonne".
Nach der Stadt ist der "Sables d'Olonne Canyon" (46° N, 4° W) benannt, der Schlucht mit der größten Wassertiefe (4735 m) im Golf von Biskaya.

## Gliederung
| Ortsteil                                | ehemaliger INSEE-Code | Fläche (km²) | Einwohnerzahl (2017) |
| --------------------------------------- | --------------------- | ------------ | -------------------- |
| Château-d’Olonne                        | 85060                 | 31,22        | 14.411               |
| Olonne-sur-Mer                          | 85166                 | 45,61        | 15.061               |
| Les Sables-d’Olonne (Verwaltungssitz)00 | 85194                 | 08,83        | 14.545               |

## Bevölkerungsentwicklung
| (ehem.) Gemeinde      | Einwohnerzahlen (Census) | Einwohnerzahlen (Census) | Einwohnerzahlen (Census) | Einwohnerzahlen (Census) | Einwohnerzahlen (Census) | Einwohnerzahlen (Census) | Einwohnerzahlen (Census) | Einwohnerzahlen (Census) | Einwohnerzahlen (Census) | Einwohnerzahlen (Census) | Einwohnerzahlen (Census) |
| (ehem.) Gemeinde      | 1962                     | 1968                     | 1975                     | 1982                     | 1990                     | 1999                     | 2006 1                   | 2008 2                   | 2011 1                   | 2013 2                   | 2016 3                   |
| --------------------- | ------------------------ | ------------------------ | ------------------------ | ------------------------ | ------------------------ | ------------------------ | ------------------------ | ------------------------ | ------------------------ | ------------------------ | ------------------------ |
| Château-d’Olonne      | 3.838                    | 5.771                    | 7.552                    | 8.836                    | 10.976                   | 12.908                   | 12.950                   | 13.242                   | 13.473                   | 13.593                   | 14.030                   |
| Olonne-sur-Mer        | 3.877                    | 4.354                    | 5.954                    | 7.500                    | 8.546                    | 10.060                   | 12.352                   | 13.025                   | 13.840                   | 14.299                   | 14.956                   |
| Les Sables-d’Olonne00 | 18.401                   | 18.093                   | 17.463                   | 16.100                   | 15.830                   | 15.532                   | 15.596                   | 15.027                   | 14.165                   | 14.253                   | 14.233                   |
| Les Sables-d’Olonne   | 026.116                  | 028.218                  | 030.969                  | 032.436                  | 035.352                  | 038.500                  | 040.898                  | 041.294                  | 041.478                  | 042.145                  | 043.219                  |

RP: Recensement de la population (Volkszählung, Census)

Die (Gesamt-)Einwohnerzahlen der Gemeinde Les Sables-d’Olonne wurden durch Addition der einzelnen Ortsteile, d. h. der ehemaligen selbständigen Gemeinden ermittelt.

## Wappen
Beschreibung: In Blau eine weiße Maria auf einer weißen Wolke von je einem weißen Cherubkopf zu ihren Seiten begleitet über einen grünen Wellenberg im Schildfuß mit einem weißen dreimastigen Rahsegler mit je zwei gesetzten weißen Segeln an zwei Masten, einem Segel am Heckmast und Mastfahnen.

## Sehenswürdigkeiten
Siehe auch: Liste der Monuments historiques in Les Sables-d’Olonne

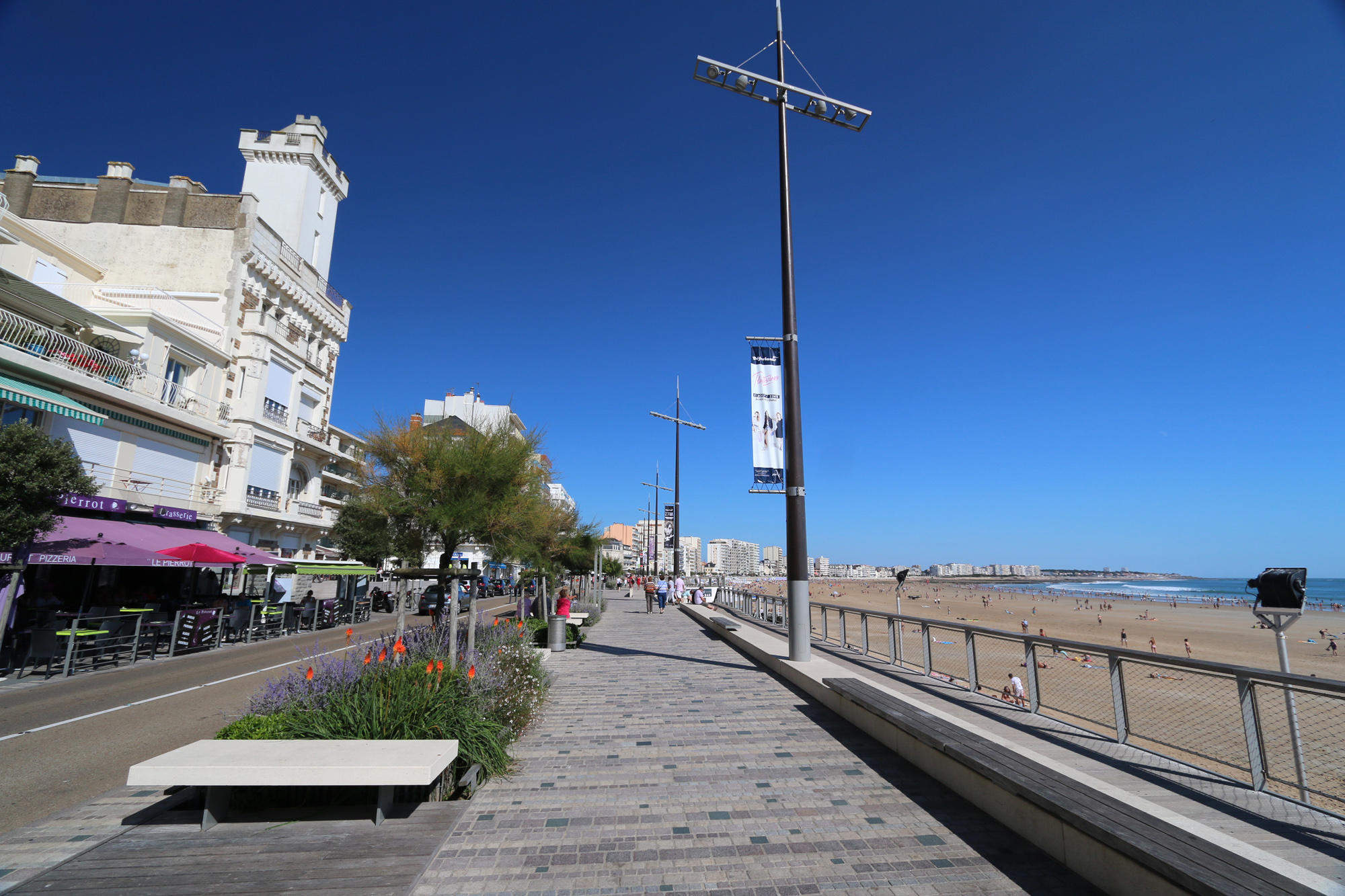
Strand Sables d'Olonne

- Tour d’Arundel im Stadtteil la Chaume: ein Leuchtturm
- Yacht- und Fischereihafen
- Le Remblai: die kilometerlange Strandpromenade
- La Rue de l’Enfer („Straße der Hölle“): die engste Gasse der Welt
- L’Île Penotte (die Muschelstraße)
- Musée de l’Abbaye Sainte-Croix in der Benediktinerabtei
- Dolmen de la Sulette in Saint-Hilaire-la-Forêt: ein Dolmen südöstlich von Les Sables-d’Olonne.
- Le Puits d’Enfer: ein schmales, felsiges Tal südöstlich von Les Sables-d’Olonne

## Städtepartnerschaften
Les Sables-d’Olonne pflegt Städtepartnerschaften mit
- Schwabach  in Mittelfranken, Deutschland, seit 1975
- Murat im Département Cantal, Frankreich, seit 1982
- Gourcy in der westafrikanischen Republik Burkina Faso (BF), seit 1987
- Worthing in der Grafschaft West Sussex (Großbritannien), seit 1998
- A Laracha in Galicien, Spanien, seit 2010

## Persönlichkeiten

### Ehrenbürger
- Hartwig Reimann (* 18. September 1938 in Riesenburg/Westpreußen), deutscher Kommunalpolitiker und ehemaliger Oberbürgermeister von Schwabach (bis Ende April 2008).
- Josef Halbig (*11.1.1924 Eichstätt, +19.4.2025), Oberbrandinspektor von Schwabach

### Söhne und Töchter der Stadt
- Anne Boileau (* 1975), Tennisspielerin
- Joël Brachet (1950–2018), Autorennfahrer
- Paul Christophe (* 1971), Politiker
- Alexandre Cougnaud (* 1991), Autorennfahrer
- Dominique Hé (* 1949), Comiczeichner
- Josef Laufer (1939–2024), Sänger und Schauspieler
- Bryan Nauleau (* 1988), Radsportler
- François l’Olonnais (um 1635–1667), französischer Pirat in der Karibik
- Bernard Zacharias (* 1929), Schriftsteller und Jazzmusiker

## Sonstiges
- Die Romane Maigret macht Ferien und Der Sohn Cardinaud von Georges Simenon spielen in Les Sables-d’Olonne.
- Von 1951 bis 1956 fanden auf zwei temporären Stadtkursen rund um den Lac du Tanchet internationale Motorsportveranstaltungen statt.
- Die Einhand-Segelregatta Vendée Globe beginnt und endet in Les Sables-d’Olonne.
- Die Einhand-Segelregatta Les Sables–Les Açores–Les Sables beginnt und endet in Les Sables-d’Olonne.
- Das Musée de l’Abbaye Sainte-Croix zeigt Werke der französischen Maler Gaston Chaissac und Victor Brauner.
- Am 10. März 2008 wollte das Containerschiff «Artemis» am Morgen in den Hafen von Sables-d’Olonne einfahren, als es vom Sturm und der Strömung 500 Meter südlich des Hafens an den Strand gespült wurde. Als die Ebbe einsetzte, saß das ca. 5000 Tonnen messende Schiff völlig auf dem Sand fest. Zahlreiche Schaulustige spazierten um den 88 Meter langen Koloss.